# Аварийная рекомпрессия
Авари́йная рекомпре́ссия, рекомпрессия в воде (IWR, от англ. In-water recompression) — процедура для лечения или профилактики ДКБ, проводимая в воде. Применяется в случае невозможности доставить пострадавшего в течение 2—3 часов в барокамеру. Рекомпрессия проводится путём погружения пострадавшего на глубину с запасом дыхательной смеси с последующей декомпрессией. Начальная глубина рекомпрессии зависит от используемой методики и дыхательной смеси. В качестве дыхательного газа может выступать нитрокс или чистый кислород.
Принцип рекомпрессии в воде аналогичен рекомпрессии в барокамере: при увеличении глубины прекращается образование и развитие газовых пузырей в организме и начинается обратный процесс — растворение пузырей в крови и их вывод через лёгкие.

## Недостатки рекомпрессии в воде
- Погружение в водную среду
- Переохлаждение из-за длительного пребывания в воде
- Обезвоживание организма
- Риск кислородного отравления
- Невозможность точной оценки самочувствия

## Достоинства рекомпрессии в воде
- Немедленное начало лечения

## Требуемое снаряжение
При проведении аварийной рекомпрессии настоятельно рекомендуется наличие обслуживающего пловца, следящего за общим состоянием пострадавшего и помогающего менять баллоны с дыхательной смесью. Также рекомендуется использование полнолицевой маски, которая предотвращает утопление в случае потери лёгочного автомата при кислородном отравлении.
Снаряжение для рекомпрессии:
- Баллоны с дыхательной смесью
- Размеченный и нагруженный ходовой конец (линь длиной 20 метров, нагруженный 20 кг груза; в качестве поплавка — буй грузоподъёмностью 40 кг)
- Средства коммуникации
- Рекомпрессионные таблицы.

## Проведение рекомпресии и её методики
Как правило, процедура проводится на глубине по крайней мере 18 метров с медленным подъёмом к поверхности, длящейся по крайней мере 4 часа 30 минут. Рекомпрессия более эффективна, если пострадавший вдыхает чистый кислород. Для уменьшения вероятности отравления каждые 20 минут дыхания чистым кислородом рекомендуется прерывать 5 минутами дыхания сжатым воздухом.
В настоящее время разработаны и применяются на практике три официальных метода водной рекомпрессии:
- «Австралийский метод» — опубликован в 1976 году. Он заключается в проведении декомпрессионной остановки на глубине 9 м на 30 — 90 мин (в зависимости от тяжести ДКБ) и в постепенном подъёме на поверхность с постоянной скоростью 1 м за 12 мин. При этом пострадавший дышит чистым кислородом через полнолицевую маску — дабы избежать выпадения регулятора изо рта в случае кислородных судорог.
- «Метод ВМС США» — предложен в 1985 году и поддерживаемый TDI, сходен с предыдущим: остановка на 9 м в течение 60 мин в случае костно-мышечной формы ДКБ и 90 мин при нейрологической, затем остановки на 6 м и 3 м общей продолжительностью 60 мин, при этом дыхание ведётся чистым кислородом из ребризера или полнолицевой маски.
- «Гавайский метод» — применяется с 1986 года гавайскими глубоководными легководолазами и охотниками за чёрным кораллом, похож на австралийский, но в дополнение включает спуск на глубину, на 9 м превышающая ту, где исчезают симптомы ДКБ: максимальная глубина лечебного спуска 50 м, затем замедляющийся подъём до 9 м и часовая декомпрессионная остановка при дыхании чистым кислородом.